# Slatina nad Úpou
Slatina nad Úpou é uma comuna checa localizada na região de Hradec Králové, distrito de Náchod‎.